# Werner Schrader (Autor)
Werner Schrader (* 6. Februar 1928 in Bremen-Aumund; † 27. August 2007) war ein deutscher Pädagoge und Kinder- und Jugendbuchautor.

## Leben
Im Anschluss an seine Schulzeit lernte Schrader den Beruf des Elektrikers. Nach dem Ende des Zweiten Weltkriegs absolvierte er erfolgreich ein Studium. Ab 1951 arbeitete er als Volksschullehrer in Bremen-Nord.

## Werke
Schrader hat eine Vielzahl an Kinderbüchern verfasst, in denen er, als Vater von mehreren Kindern, die Erlebnisse innerhalb seiner Familie verarbeitet hat. Ein besonders gutes Verhältnis kristallisiert sich zu seiner Ehefrau heraus, der er als treusorgender Mutter auch verschiedene Kinderbücher widmete. Seine Werke sind geprägt von einem ausgeprägten Moralverständnis. So weist er auf eine lustige Art und Weise diejenigen Protagonisten, die sich gemäß geltender gesellschaftlicher Normen unmoralisch verhalten, auf ihr Fehlverhalten hin. Zugleich wirbt er auf humorvolle Weise um Verständnis und Toleranz der Menschen untereinander.
Neben den Erzählungen schrieb er Hörspiele und Theaterstücke.

### Kinderbücher (Datum der ersten und letzten Ausgabe)
- Der verflixte Bahnhofsbau, 1965, 1977
- Pico-Pikis große Reise 1968, 1979
- Käpten Snieders groß in Fahrt 1971, 1987
- Knasterbax und Siebenschütz 1971, 1978
- Karl der Dicke und Genossen 1972, 1979
- In Schinkenbüttel ist der Affe los 1973, 1979
- Knasterbax als Burggespenst 1973, 1978
- Die Kinder vom Teufelsmoor 1974
- Karl der Dicke beißt sich durch 1975, 1977
- Schabernackel 1976, 1977
- Billo Knief, der Mann mit den schnellen Messern 1978
- Gespenster-Spektakel 1979
- Mischa und seine Tiere 1980

### Jugendbücher
- Jan Tabak geht aufs Ganze 1972, 1977
- Zwei auf Achse, 1977

### Rundfunk-Arbeiten (Hörspiele, Fernsehspiele u. a.)

#### Hörspiele
- Die Maschine wächst
- Segg de Wohrheit Käpten!
- Der Räuber Henner Blau
- Nur nicht flunkern, Käpten!
- Pico-Pikis Abenteuer
- Andreas und die Fuchsschwanzbande
- Die Insel der seltsamen Vögel
- Wir raten Seemannslieder
- Der Aufstand der Roboter
- Peter guckt in fremde Töpfe
- Knasterbax und Siebenschütz
- Knasterbax als Burggespenst
- Die Weltverbesserer
- Mein Gott heit Mawu
- Der Affe ist los
- Ratet Kleider, Märchen, Lieder
- Schabernackel
- Schabernackels neue Streiche
- Was rattert und knattert um uns herum?
- Anderswo da spielt man so
- Begegnung mit nettem Herrn
- Fasching im Funk
- Fabu Lantus als Rundfunkreporter
- Gefährlicher Orion
- Billo Knief, der Mann mit den schnellen Messern
- Neues von Billo Knief

#### Schallplatten
- Pico-Pikis große Reise 1978
- Billo Knief, der Mann mit den schnellen Messern 1977
- Schabernackel 1976
- Knasterbax und Siebenschütz 1975
- Knasterbax als Burggespenst 1975[9]